# Padina (okręg niszawski)
Padina (cyr. Падина) – wieś w Serbii, w okręgu niszawskim, w gminie Merošina. W 2011 roku liczyła 335 mieszkańców.